# La Paila, Tabasco
La Paila är en ort i Mexiko.   Den ligger i kommunen Centro och delstaten Tabasco, i den sydöstra delen av landet, 700 km öster om huvudstaden Mexico City. La Paila ligger 22 meter över havet och antalet invånare är 111.
Terrängen runt La Paila är mycket platt. Runt La Paila är det ganska tätbefolkat, med 124 invånare per kvadratkilometer. Närmaste större samhälle är Villahermosa, 15,5 km norr om La Paila. Trakten runt La Paila består till största delen av jordbruksmark.